# Honorius V van Monaco
Honorius V Gabriël Grimaldi (Parijs, 14 mei 1778 — aldaar, 2 oktober 1841) was van 1819 tot 1841 vorst van Monaco.
Toen de macht van zijn vader Honorius IV na de capitulatie van Napoleon Bonaparte krachtens het Verdrag van Parijs in 1814 werd hersteld, wilde deze vanwege zijn slechte gezondheid de macht overdragen aan zijn broer Jozef. Na protesten van Honorius Gabriël aanvaardde Honorius IV toch zelf de regering, sinds 1815 onder regentschap van zijn zoon.
Honorius V besteeg na de dood van zijn vader in 1819 de troon van het vorstendom Monaco, dat sinds 1815 een protectoraat van het koninkrijk Sardinië was. Koning Lodewijk XVIII bekrachtigde, als nieuwe koning van Frankrijk tijdens de Restauratie, zijn titel van hertog van Valentinois voor het leven (1817). Honorius V trachtte door draconische maatregelen de economische malaise in zijn staat aan te pakken, hetgeen tot misnoegen leidde bij de bevolking. In 1833 kwam het in Menton tot protesten tegen de vorst.
Met zijn minnares, Félicité Rouault de Gamaches, had hij een zoon Louis Gabriel Oscar Grimaldi (1814-1894). 

Louis Gabriel Oscar Grimaldi werd gelegitimeerd, maar Honorius V werd na zijn dood op 2 oktober 1841 toch opgevolgd door zijn broer Florestan I.
Reinier I · Karel I, Anton, Reinier II en Gabriël · Lodewijk en Jan I · Lodewijk · Ambrosius en Jan I · Jan I · Catalanus · Claudine · Lambert · Jan II · Lucianus · Augustinus · Honorius I · Karel II · Hercules · Honorius II · Lodewijk I · Anton I · Louise Hippolyte · Jacobus I · Honorius III · Honorius IV · Honorius V · Florestan I · Karel III · Albert I · Lodewijk II · Reinier III · Albert II